# Resolució 715 del Consell de Seguretat de les Nacions Unides
La Resolució 715 del Consell de Seguretat de les Nacions Unides, adoptada per unanimitat l'11 d'octubre de 1991 després de recordar les resolucions resolució 687 (1991) i 707 (1991), el Consell de les Nacions Unides, actuant en virtut del Capítol VII de la Carta de les Nacions Unides (1991), els plans aprovats de l'Agència Internacional de l'Energia Atòmica (AIEA) i el secretari general Javier Pérez de Cuéllar sobre el seguiment a llarg termini del programa d'armes d'Iraq, que requereix el "seguiment i verificació continuada" de les instal·lacions de doble ús del país.
El Consell també va decidir que la Comissió Especial de les Nacions Unides, com a filial del Consell de Seguretat, continuaria tenint dret a designar llocs per inspeccionar, cooperar amb l'AIEA i exercir altres funcions per permetre aplicació plena de la resolució actual. També va exigir a l'Iraq complir amb la resolució i complir incondicionalment les seves obligacions, cooperant amb l'AIEA i la Comissió Especial durant tot el procés d'inspecció.
La resolució també va exigir l'"assistència màxima" econòmica o no, dels Estats membres per donar suport a la Comissió Especial i al Director General de l'AIEA en la realització de les seves activitats. Va demanar al Comitè del Consell de Seguretat, establert en la Resolució 661 (1990), conjuntament amb la Comissió Especial i l'AIEA desenvolupa un mecanisme per controlar les vendes futures d'armes (armes, biològiques, químiques, nuclears o equipament militars). El Consell també va exigir al Secretari General i al Director General de l'AIEA un informe sobre l'aplicació dels nous plans almenys cada sis mesos després de l'aprovació de la resolució actual.
L'Iraq, que havia rebutjat aquestes resolucions prèviament o només les acceptava en principi, va acceptar plenament les disposicions de la Resolució 715 el 26 de novembre de 1993.